# Zagorka Golubović
Zagorka Golubović (transliteración del cirílico serbio Загорка Голубовић) (1930) es una filósofa, antropóloga y socióloga serbia.
Estuvo entre el grupo de ocho profesores universitarios, miembros de la escuela Praxis (Mihailo Markovic Ljubomir Tadić, Svetozar Stojanovic, Miladin Zivotic, Dragoljub Micunovic, Nebojsa Popov y Trivo Inđić), que fueron, en enero de 1975, expulsados de la Facultad de Filosofía de Belgrado, sobre la base de una decisión de la Asamblea Popular de Serbia SR.
Desde 2007, ha sido miembro del consejo asesor y colaborador de la antigua Yugoslavia en la revista de izquierda regional Novi Plamen.

## Obra

### Algunas publicaciones
- Socialism and Humanism, en: Praxis (International Ed.) Jg. 1965, p. 520-535

- Problemi savremene teorije ličnosti, 1966

- The Trends and Dilemmas of Yugoslav Sociology, en: Praxis-Gruppe, Jg. 1969, p. 485-496

- Socialist Ideas and Reality, en: Praxis-Gruppe, Jg. 1971, p. 399-421

- Why is Functionalism more desirable in present-day Yugoslavia than Marxism?, in: Praxis (International Ed.) Jg. 1973, p. 357-368

- Čovek i njegov svet u antropološkoj perspektivi (El hombre y su mundo en perspectiva antropológica) 1973

- Der Soziologe in der jugoslawischen Gesellschaft, in: Europäische Rundschau, Jg. 1976, p. 45-54

- Porodica kao ljudska zajednica. Alternativa autoritarnom shvatanju porodice kao sistema prilagođenog ponašanja, 1981

- Staljinizam i socijalizam. Nastanak staljinizma u ideologiji i praksi sovjetskog društva (El estalinismo y el socialismo. El surgimiento del estalinismo en la ideología y la práctica de la sociedad soviética), 1982

- Kriza identiteta savremenog jugoslovenskog društva : jugoslovenski put u socijalizam viđen iz različitih uglova (La crisis de identidad de la sociedad yugoslava contemporánea: el camino hacia el socialismo yugoslavo visto desde diferentes ángulos), 1988 (ISBN 86-7363-066-5)

- Antropološki portreti, 1991 (ISBN 8617020652)

- Stranputice demokratizacije u postsocijalizmu, 1999 (ISBN 86-82299-28-3)

- Ja i drugi. Antropološka istraživanja individualnog i kolektivnog identiteta / Zagorka Golubović, 1999

- Živeti protiv struje, 2001 (autobiografía)

- Izazovi demokratije u savremenom svetu, 2003 (ISBN 86-7315-010-8)

- Kuda ide postoktobarska Srbija, 2000 - 2005, 2006 (ISBN 86-7549-534-X)

- Pouke i dileme minulog veka. Filozofsko-antropološka razmišljanja o glavnim idejama našeg vremena, 2006 (ISBN 8673634806)

- Die Kritik alles Bestehenden (entrevista) in: »1968« in Jugoslawien. Studentenproteste und kulturelle Avantgarde zwischen 1960 und 1975. Gespräche und Dokumente, eds. de Boris Kanzleiter y Krunoslav Stojaković, 2008 (ISBN 978-3-8012-4179-7) p. 117-124

## Literatura
- Ko je ko u Srbiji, Jg. 1996

- Sonja Vogel: "Nieder mit der roten Bourgeoisie!" Was dem Staatsverfall Jugoslawiens vorausging ("Donde el colapso del Estado de Yugoslavia fue precedida por la caída de la burguesía roja") en: taz 29 de octubre de 2008, p. 15 (Ausführl. Bespr. des Buchs von Kanzleiter u.a.)